# 庆元站
庆元站位于浙江省丽水市庆元县屏都街道赤坑洋，距离县城8公里，是衢宁铁路上的车站。车站由上海局集团金华车务段管辖，为办理客货运业务的中间站。车站是衢宁铁路在浙江省内的最后一站，线路于2020年9月27日通車后本站新增前往上海南、杭州方向的始发列车。2021年6月29日车站开办货运业务，办理整车货物到发。

## 车站结构

### 站房
庆元站站房面积4500平方米。车站外立面以“风雨廊桥、生态庆元”为主题，以体现庆元的地方特色。站房主体一层、局部二层，建筑高度16.4米。其中候车大厅位于站房一层，面积2150平方米，最高聚集500名乘客；两侧为售票处、出站通道；车站办公、设备设施主要位于二层。

### 车站站场
庆元站站场计划规模为2台4线，设有宽度分别宽8米、长550米的旅客站台各一座。另外车站设有货场，并驻有司乘人员公寓、综合维修工区等单位。车站上行咽喉为庆元隧道。